# AQUAL
AQUAL — це теорія гравітації, яка базується на модифікованій динаміці Ньютона (МОНД, MOND), але використовує лагранжеве формулювання для забезпечення виконання законів збереження. Вона була розроблена Джейкобом Бекенштейном і Мордехаєм Мілґромом у статті 1984 року «Чи вказує проблема відсутності маси на порушення ньютонівської гравітації?». «AQUAL» розшифровується як «квадратичний лагранжіан» (англ. A QUAdratic Lagrangian).
Це формулювання МОНД дозволило зробити успішні незвідані передбачення для вертикальної кінематики зір у Чумацькому Шляху, співвідношень для центральної поверхневої густини у галактиках, та деяких інших залежностей, які не може пояснити гіпотеза темної матерії.

## Невиконання законів збереження у МОНД
Рівняння руху тіла з масою {\displaystyle m} у полі сили тяжіння точкового тіла масою {\displaystyle M}, отримуване з МОНД:
{\displaystyle m\mu \left({\frac {a}{a_{0}}}\right){\vec {a}}=-{\frac {GMm}{r^{3}}}{\vec {r}},}
має серйозну ваду: воно не зберігає імпульс та момент імпульсу. Щоб переконатися в цьому, розглянемо два тіла з масами {\displaystyle m\neq M} і вектор {\displaystyle {\vec {r}}} від тіла {\displaystyle M} до тіла {\displaystyle m}; тоді з МОНД маємо
{\displaystyle \mu \left({\frac {a_{m}}{a_{0}}}\right)m{\vec {a}}_{m}=-{\frac {GMm}{r^{3}}}{\vec {r}}}
{\displaystyle \mu \left({\frac {a_{M}}{a_{0}}}\right)M{\vec {a}}_{M}={\frac {GMm}{r^{3}}}{\vec {r}}}
Що дає:
{\displaystyle \mu \left({\frac {a_{m}}{a_{0}}}\right)m{\vec {a}}_{m}+\mu \left({\frac {a_{M}}{a_{0}}}\right)M{\vec {a}}_{M}=0}
Для малих прискорень {\displaystyle \mu (x)\approx x}, тоді:
{\displaystyle m{\frac {a_{m}}{a_{0}}}{\vec {a}}_{m}=-M{\frac {a_{M}}{a_{0}}}{\vec {a}}_{M}}
{\displaystyle {\sqrt {m}}{\vec {a}}_{m}=-{\sqrt {M}}{\vec {a}}_{M}}
Що після інтегрування дає:
{\displaystyle {\sqrt {m}}{\vec {v}}_{m}+{\sqrt {M}}{\vec {v}}_{M}={\vec {\text{const}}}}
Що відрізняється від закону збереження імпульсу:
{\displaystyle m{\vec {v}}_{m}+M{\vec {v}}_{M}={\vec {\text{const}}}}

## Лагранжеве формулювання МОНД
Цю проблему можна вирішити шляхом виведення закону сили з лагранжіана ціною, можливо, зміни загальної форми закону сили. Тоді закони збереження можна було б отримати з лагранжіана звичайними засобами.
Лагранжіан (точніше, лагранжева густина) AQUAL записується схоже до Ньютонівського:
{\displaystyle {\mathcal {L}}={\frac {\rho v^{2}}{2}}-\rho \Phi -{\frac {1}{8\pi G}}a_{0}^{2}F\left({\frac {|\nabla \Phi |^{2}}{a_{0}^{2}}}\right)}
Він призводить до модифікованого рівняння Пуассона:
{\displaystyle \nabla \cdot \left(\mu \left({\frac {|\nabla \Phi |}{a_{0}}}\right)\nabla \Phi \right)=4\pi G\rho }
де {\displaystyle \mu (x)={\frac {dF(x^{2})}{dx}}}, а передбачене прискорення:
{\displaystyle a=-\nabla \Phi }
Ці рівняння зводяться до рівнянь MOND у сферично-симетричному випадку, проте вони дещо відрізняються у випадку диска, необхідного для моделювання спіральних або лінзоподібних галактик. Однак різниця становить лише 10–15%, тому на результати вона серйозно не впливає.
За словами Сандерса та МакГафа, однією з проблем AQUAL (або будь-якої скалярно-тензорної теорії, в якій скалярне поле входить як конформний фактор, що множить метрику Ейнштейна) є неспроможність AQUAL передбачити кількість гравітаційних лінз, які насправді спостерігаються в багатих скупченнях галактик. 